# Carrera de San Silvestre
La carrera de San Silvestre o sansilvestre es el nombre con el que se conocen las distintas carreras atléticas de carácter popular que se disputan anualmente el 31 de diciembre (día de san Silvestre según el santoral católico) en diferentes lugares del mundo. Ocasionalmente, algunas de estas carreras se disputan en los días previos al 31 de diciembre.

## Historia
En todo el mundo se disputan anualmente centenares de carreras en el último día del año, como la Corrida de São Silvestre en Oporto (Portugal), la BOclassic en Bolzano (Italia), o la San Silvestre Vallecana en Madrid (España). Miles corren en Guatemala desde 1957 con la particularidad de que hay premios por disfraces. También es realizada en Colombia y diferentes ciudades de México.

### Brasil
La primera carrera de San Silvestre que se celebró fue la de São Paulo en 1925 (en portugués, Corrida de São Silvestre). Fue iniciativa del periodista del diario A Gazeta, Cásper Líbero, quien creó una carrera nocturna inspirada en otra que se celebraba en París, durante la noche de Año Nuevo, en la que los participantes portaban antorchas. La primera Carrera Internacional de San Silvestre de São Paulo comenzó a las 23.40 horas del 31 de diciembre de 1925 y terminó en la madrugada del 1 de enero de 1926. En la actualidad, esta carrera brasileña sigue siendo considerada la más popular internacionalmente.

### España
En España se celebran cada 31 de diciembre más de 200 carreras de San Silvestre. La primera que se disputó fue el Circuito de Nochevieja de Galdácano de 1961. Esta carrera, sin embargo, no tuvo continuidad hasta 1973. En 1964 el promotor deportivo gallego Antonio Sabugueiro creó en Madrid la San Silvestre Vallecana —originalmente llamada Gran Premio de Vallecas—, que se ha convertido en la más multitudinaria de todas las carreras de Nochevieja que se celebran en España, con 40 000 participantes.

### Argentina
En Buenos Aires se comenzó a correr por primera vez en 2010, con un recorrido por el centro de la Ciudad Autónoma de Buenos Aires abarcando una distancia total de 8 km.

### Colombia
En Barranquilla se celebra la carrera internacional de San Silvestre del barrio Chiquinquirá. Fue fundada por Rafael Guzmán y se celebra cada 31 de diciembre desde 1971.
Desde 1986, en Chía (Cundinamarca), se celebra la Carrera Internacional, donde atletas del propio municipio, nacionales e internacionales se enfrentan a diferentes distancias alrededor de la ciudad, contando con diferentes pruebas especializadas para los más jóvenes hasta los más experimentados.
En su edición #35, se rinde un homenaje a la atleta y formadora Myriam Pulido Pulido, considerada por el pueblo chiense como la primera dama del atletismo en el municipio.
Pasto, Nariño
Desde 1980, por iniciativa de un grupo de aficionados al atletismo competitivo y recreativo, decidieron despedir el año viejo realizando una carrera atlética que bautizaran con el nombre de Carrera Atlética “San Silvestre Pastusa”.
Se corría inicialmente por los alrededores del Parque Infantil, después y durante varios años, por la Avenida de Los Estudiantes.

### Costa Rica
En Costa Rica se celebra la carrera San Silvestre. Se conoce como la última carrera del año, más de 4000 personas se reúnen para hacer la cuenta final donde finalizan su año atlético y se disponen a recibir el nuevo año con los propósitos de maratones y carreras para el siguiente año. La San Silvestre en Costa Rica fue iniciada en años anteriores por el precursor de las carreras de calle en Costa Rica El Negro Armenteros, quien organizaba este evento de una forma artesanal por llamarlo de alguna forma, sin embargo, con el pasar de los años y la comercialización y profesionalismo de la organización de eventos deportivos, la empresa GSXG instituyó este evento como uno de los eventos más concurridos del país. También otras organizaciones han creado otras versiones en diferentes partes del país como es la San Silvestre Brumosa, que se realiza en la provincia de Cartago, a unos 40 km de San José, la capital del país, la San Silvestre Trail y la San Silvestre Latam Virtual, que se realiza con gente de toda Latinoamérica y surgió como respuesta a la pandemia de por el SARS-COV2 en 2020. Esta última cuenta con la participación de más de 3000 personas a nivel internacional de forma virtual.

### México
En México existen también varias San Silvestre, como la que se lleva a cabo en el Distrito Federal desde 1994 en el denominado circuito Gandhi y que recorre las inmedaciones del Bosque de Chapultepec y el Museo Nacional de Antropología e Historia. Además, tradicionalmente se corre también en Guadalajara, Monterrey, Delicias (Chihuahua), Chihuahua, Zacatecas, Mérida, Guanajuato Capital, León Guanajuato desde 1974, Monclova y Saltillo.